# Чемпіонат світу з футболу 2010 (кваліфікаційний раунд)
Кваліфікаційний раунд Чемпіонату світу з футболу 2010 року тривав з серпня 2007 року до листопада 2009 року та розігрувався в шістьох зонах.

## Розподіл квот між континентами
Континентальні конфедерації отримали таку кількість місць у фінальному турнірі:
- UEFA (Європа): 13 країн
- CAF (Африка): 5 країн + ПАР (на правах господаря)
- CONMEBOL (Південна Америка): 4 або 5 країни

Плей-оф 5-ї команди цієї зони з 4-ю командою Північної та Центральної Америки
- CONCACAF (Північна та Центральна Америка): 3 або 4 учасники

Плей-оф 4-ї команди цієї зони з 5-ю командою Південної Америки
- AFC (Азія): 4 або 5 країн[1]

Плей-оф 5-ї команди цієї зони з першою командою Океанії
- OFC (Океанія): 0 або 1 країна[1]

Плей-оф переможця цієї зони з 5-ю командою Азії

## Африка (CAF)

### Третій раунд
| Команда | І | О  |
| ------- | - | -- |
| Камерун | 6 | 13 |
| Габон   | 6 | 9  |
| Того    | 6 | 8  |
| Марокко | 6 | 3  |

| Команда  | І | О  |
| -------- | - | -- |
| Нігерія  | 6 | 12 |
| Туніс    | 6 | 11 |
| Мозамбік | 6 | 7  |
| Кенія    | 6 | 3  |

| Команда | І | О  |
| ------- | - | -- |
| Алжир   | 6 | 13 |
| Єгипет  | 6 | 13 |
| Замбія  | 6 | 5  |
| Руанда  | 6 | 2  |

| Команда | І | О  |
| ------- | - | -- |
| Гана    | 6 | 13 |
| Малі    | 6 | 10 |
| Бенін   | 6 | 9  |
| Судан   | 6 | 1  |

| Команда      | І | О  |
| ------------ | - | -- |
| Кот-д'Івуар  | 6 | 13 |
| Буркіна-Фасо | 6 | 9  |
| Гвінея       | 6 | 4  |
| Малаві       | 6 | 3  |

## Азія (AFC)

### Четвертий раунд
| Команда    | І | О  |
| ---------- | - | -- |
| Австралія  | 8 | 20 |
| Японія     | 8 | 15 |
| Бахрейн    | 8 | 10 |
| Катар      | 8 | 6  |
| Узбекистан | 8 | 4  |

| Команда           | І | О  |
| ----------------- | - | -- |
| Південна Корея    | 8 | 16 |
| Північна Корея    | 8 | 12 |
| Саудівська Аравія | 8 | 12 |
| Іран              | 8 | 11 |
| ОАЕ               | 8 | 1  |

### П'ятий раунд
| Команда 1 | Заг.    | Команда 2         | 1-й матч | 2-й матч |
| --------- | ------- | ----------------- | -------- | -------- |
| Бахрейн   | 2:2 (ч) | Саудівська Аравія | 0:0      | 2:2      |

Бахрейн переміг за рахунок більшої кількості голів забитих на чужому полі і зіграла зі збірною Нової Зеландії за право брати участь в фінальній частині Чемпіонату світу 2010.

## Європа (UEFA)

### Перший раунд
| Команда    | І  | О  |
| ---------- | -- | -- |
| Данія      | 10 | 21 |
| Португалія | 10 | 19 |
| Швеція     | 10 | 18 |
| Угорщина   | 10 | 16 |
| Албанія    | 10 | 7  |
| Мальта     | 10 | 1  |

| Команда    | І  | О  |
| ---------- | -- | -- |
| Швейцарія  | 10 | 21 |
| Греція     | 10 | 20 |
| Латвія     | 10 | 17 |
| Ізраїль    | 10 | 16 |
| Люксембург | 10 | 5  |
| Молдова    | 10 | 3  |

| Команда           | І  | О  |
| ----------------- | -- | -- |
| Словаччина        | 10 | 22 |
| Словенія          | 10 | 20 |
| Чехія             | 10 | 16 |
| Північна Ірландія | 10 | 15 |
| Польща            | 10 | 11 |
| Сан-Марино        | 10 | 0  |

| Команда     | І  | О  |
| ----------- | -- | -- |
| Німеччина   | 10 | 26 |
| Росія       | 10 | 22 |
| Фінляндія   | 10 | 18 |
| Уельс       | 10 | 12 |
| Азербайджан | 10 | 5  |
| Ліхтенштейн | 10 | 2  |

| Команда              | І  | О  |
| -------------------- | -- | -- |
| Іспанія              | 10 | 30 |
| Боснія і Герцеговина | 10 | 19 |
| Туреччина            | 10 | 15 |
| Бельгія              | 10 | 10 |
| Естонія              | 10 | 8  |
| Вірменія             | 10 | 4  |

| Команда   | І  | О  |
| --------- | -- | -- |
| Англія    | 10 | 27 |
| Україна   | 10 | 21 |
| Хорватія  | 10 | 20 |
| Білорусь  | 10 | 13 |
| Казахстан | 10 | 6  |
| Андорра   | 10 | 0  |

| Команда           | І  | О  |
| ----------------- | -- | -- |
| Сербія            | 10 | 22 |
| Франція           | 10 | 21 |
| Австрія           | 10 | 14 |
| Литва             | 10 | 12 |
| Румунія           | 10 | 12 |
| Фарерські острови | 10 | 4  |

| Команда    | І  | О  |
| ---------- | -- | -- |
| Італія     | 10 | 24 |
| Ірландія   | 10 | 18 |
| Болгарія   | 10 | 14 |
| Кіпр       | 10 | 9  |
| Чорногорія | 10 | 9  |
| Грузія     | 10 | 3  |

| Команда            | І | О  |
| ------------------ | - | -- |
| Нідерланди         | 9 | 24 |
| Норвегія           | 9 | 10 |
| Шотландія          | 9 | 10 |
| Північна Македонія | 9 | 7  |
| Ісландія           | 9 | 5  |

### Другий раунд
| Команда 1  | Заг.    | Команда 2            | 1-й матч | 2-й матч |
| ---------- | ------- | -------------------- | -------- | -------- |
| Греція     | 1:0     | Україна              | 0:0      | 1:0      |
| Португалія | 2:0     | Боснія і Герцеговина | 1:0      | 1:0      |
| Ірландія   | 1:2     | Франція              | 0:1      | 1:1 (дч) |
| Росія      | 2:2 (ч) | Словенія             | 2:1      | 0:1      |

## Північна Америка (CONCACAF)

### Четвертий раунд
| Група 1 \| Команда \| І \| О \| \| ----------------- \| -- \| -- \| \| США \| 10 \| 20 \| \| Мексика \| 10 \| 19 \| \| Гондурас \| 10 \| 16 \| \| Коста-Рика \| 10 \| 16 \| \| Сальвадор \| 10 \| 8 \| \| Тринідад і Тобаго \| 10 \| 6 \| |    |    |
| Команда | І  | О  |
| США | 10 | 20 |
| Мексика | 10 | 19 |
| Гондурас | 10 | 16 |
| Коста-Рика | 10 | 16 |
| Сальвадор | 10 | 8  |
| Тринідад і Тобаго | 10 | 6  |

Коста-Рика вийшла в плей-оф, де зіграла з Уругваєм.

## Океанія (OFC)

### Другий раунд
| Команда        | І | О  |
| -------------- | - | -- |
| Нова Зеландія  | 6 | 15 |
| Нова Каледонія | 6 | 8  |
| Фіджі          | 6 | 7  |
| Вануату        | 6 | 4  |

Нова Зеландія вийшла в плей-оф, де зіграла з Бахрейном.

## Південна Америка (CONMEBOL)

### Результати
| Команда   | І  | О  |
| --------- | -- | -- |
| Бразилія  | 18 | 34 |
| Чилі      | 18 | 33 |
| Парагвай  | 18 | 33 |
| Аргентина | 18 | 28 |
| Уругвай   | 18 | 24 |
| Еквадор   | 18 | 23 |
| Колумбія  | 18 | 23 |
| Венесуела | 18 | 22 |
| Болівія   | 18 | 15 |
| Перу      | 18 | 13 |

Уругвай вийшов до плей-оф, де зіграв із Коста-Рикою.

## Плей-оф

### 5-та команда AFC проти переможця від OFC
| Команда 1 | Заг. | Команда 2     | 1-й матч | 2-й матч |
| --------- | ---- | ------------- | -------- | -------- |
| Бахрейн   | 0:1  | Нова Зеландія | 0:0      | 0:1      |

### 4-та команда CONCACAF проти 5-ї команди CONMEBOL
| Команда 1  | Заг. | Команда 2 | 1-й матч | 2-й матч |
| ---------- | ---- | --------- | -------- | -------- |
| Коста-Рика | 1:2  | Уругвай   | 0:1      | 1:1      |